# Маркт-Санкт-Мартін
Маркт-Санкт-Мартін (нім. Markt Sankt Martin) — ярмаркова громада округу Оберпуллендорф у землі Бургенланд, Австрія.
Маркт-Санкт-Мартін лежить на висоті  361 м над рівнем моря і займає площу  32,11 км². Громада налічує 1162 мешканців. 
Густота населення 36/км².  
|                                             |
| Маркт-Санкт-Мартін на мапі округу та землі. |

 Адреса управління громади: Kirchenplatz 17, 7341 Markt Sankt Martin. 

## Демографія
Історична динаміка населення міста за даними сайту Statistik Austria

## Виноски
1. ↑  Dauersiedlungsraum der Gemeinden Politischen Bezirke und Bundesländer - Gebietsstand 1.1.2018 — Статистичне управління Австрії.
2. ↑  Austrian Map — BEV.
3. ↑  Einwohnerzahl 1.1.2018 nach Gemeinden mit Status, Gebietsstand 1.1.2018 — Статистичне управління Австрії.
4. ↑  Gemeindedaten von Markt Sankt Martin. Архів оригіналу за 29 вересня 2007. Процитовано 9 листопада 2013.

| Австрія | Це незавершена стаття з географії Австрії. Ви можете допомогти проєкту, виправивши або дописавши її. |